# Lepidium puberulum
Lepidium puberulum là một loài thực vật có hoa trong họ Cải. Loài này được Bunge mô tả khoa học đầu tiên năm 1845.
Cây Lepidium puberulum thường sống ở phía Tây Australia.